# Amber Ruffin
Pour les articles homonymes, voir Ruffin.
Amber Mildred Ruffin, née le 9 janvier 1979, est une comédienne, auteure, actrice et animatrice de télévision américaine. Elle écrit pour l'émission Late Night with Seth Meyers depuis 2014. En rejoignant l'émission, elle est devenue la première femme noire à écrire pour un late-night talk-show aux États-Unis. Elle présente le talk show The Amber Ruffin Show sur Peacock. 

## Jeunesse et formation
Ruffin est née à Omaha, dans le Nebraska. En 1996, elle termine ses études secondaires au lycée Benson High School Magnet,. Ruffin est la plus jeune de ses cinq frères et sœurs. Enfant, elle apprend la langue des signes pour communiquer avec son voisin sourd.

## Carrière
En 2001, Ruffin commence à jouer dans des productions théâtrales locales et des sketchs d'improvisation, à Omaha. Alors qu'elle joue avec sa troupe d'improvisation pour un événement à Chicago, Ruffin rencontre la comédienne et propriétaire du iO Theater, Charna Halpern. Halpern encourage Ruffin à emménager à Chicago, estimant qu'elle « aurait un travail à temps plein et qu'elle serait comédienne d'ici un an ». En 2008, après avoir fini ses cours à iO, Ruffin déménage à Amsterdam pour travailler en tant qu'auteure et actrice pour la troupe de comédiens d'improvisation Boom Chicago.
Après son retour aux États-Unis, Ruffin se produit avec la troupe The Second City à Denver et à Chicago, où elle rencontre sa future co-auteure du Late Night, Jenny Hagel. En 2011, elle déménage à Los Angeles, où elle rejoint le groupe comique RobotDown sur YouTube, aux côtés de Jessica Lowe, Carlo Corbellini et Davey Vorhes. Elle apparaît dans un épisode de Key & Peele,. Elle rejoint également la troupe théâtrale de comédie musicale Story Pirates, reconnue à l'échelle nationale, où elle joue des sketchs basés sur des histoires écrites par des enfants. Elle rejoint la Sacred Fools Theater Company, où elle joue dans une version adaptée en feuilleton de « King of Kong: A Musical Parody », un spectacle qui parodie le film The King of Kong. La comédie musicale est co-écrite avec sa co-vedette Lauren Van Kurin, et réalisée par l'ex-membre de Boom Chicago, Brendan Hunt, avec David Schmoll à la musique. « King of Kong » est joué par la suite au New York International Fringe Festival (Hunt remplaçant Ruffin), et remporte les distinctions « Meilleure comédie musicale » et « Composition exceptionnelle ». Le spectacle revient au théâtre Sacred Fool en septembre 2016, pour une représentation assistée par une des cibles de la parodie, Billy Mitchell.
En 2013, Saturday Night Live reçoit de nombreuses critiques dû au manque de femmes noires sur le plateau. Ruffin auditionne pour l'émission en 2014, aux côtés de Tiffany Haddish, Leslie Jones, Gabrielle Dennis, Nicole Byer, Simone Shepherd et Bresha Webb,. Ruffin ne réussit pas l'audition, mais quelques jours plus tard, Seth Meyers l'appelle pour lui demander de devenir auteure de son nouveau late-night show. Ruffin est auteure de Late Night with Seth Meyers depuis les débuts de l'émission, en 2014,. En plus d'écrire, elle apparaît également dans de nombreuses chroniques récurrentes du programme : « Amber Says What? », « Amber's Minute of Fury », « Jokes Seth Can't Tell » (avec sa co-auteure Jenny Hagel) et « Point, Counterpoint ». Peu après le début des manifestations consécutives à la mort de George Floyd, Ruffin lance toute une semaine d'émission consacrée à raconter son expérience avec la police. Meyers l'interviewe en tant qu'invitée lors du 1000e épisode de l'émission.
Quand elle n'écrit pas pour Late Night, Ruffin écrit pour la série Detroiters, diffusée sur Comedy Central, et est la narratrice récurrente de la série Drunk History, sur la même chaîne. En 2017, Ruffin écrit une série filmée par une seule caméra, Going Dutch, mais la série n'est pas commandée,,. Elle est nommée pour une récompense par la Writers Guild of America dans la catégorie « Comédie/Série de variété » en 2017.
En février 2018, Ruffin présente la 70e cérémonie des Writers Guild of America Awards.
En 2019, NBC commande un pilote de la série comique Village Gazette de Ruffin, filmée par une seule caméra. La même année, Ruffin devient auteure pour la première saison de A Black Lady Sketch Show sur HBO.
Le 16 janvier 2020, il est annoncé que Ruffin présenterait son propre late-night talk show sur le service de streaming Peacock, nommé The Amber Ruffin Show. L'émission débute le 25 septembre 2020, et se détache de la structure habituelle d'un late-night show, renonçant aux invités et se concentrant plutôt sur des sketchs à thèmes.
Ruffin et sa sœur Lacey Lamar co-écrivent un livre intitulé You'll Never Believe What Happened to Lacey: Crazy Stories about Racism, qui sortira en janvier 2021.

## Vie privée
En 2010, Ruffin se marie à Jan Schiltmeijer, né aux Pays-Bas. Ils se rencontrent alors que Ruffin travaille à Amsterdam avec Boom Chicago. Elle parle un peu néerlandais.

## Filmographie
- 2012 : RobotDown (série télévisée) - productrice, auteure (5 épisodes), actrice dans plusieurs rôles (6 épisodes)
- 2012 : Key & Peele (série télévisée) - (1 épisode : #2.9)
- 2012-2013 : Animation Domination High-Def (mini-série télévisée) - Misty (voix) (3 épisodes)
- 2014 : Wish It Inc. (série télévisée) - Shari (12 épisodes)
- 2014 : 66th Primetime Emmy Awards (émission spéciale) - auteure
- 2014-aujourd'hui : Late Night with Seth Meyers (émission télévisée) - auteure (plus de 175 épisodes)
- 2015 : Above Average Presents (série télévisée) - infirmière (1 épisode : « Unique Hospital: The Surgery Results »)
- 2017-2018 : Detroiters (série télévisée) - auteure (3 épisodes) ; Molly (2 épisodes)
- 2018 : 75th Golden Globe Awards (émission spéciale) - auteure
- 2019 : Tuca and Bertie (série télévisée) - Dakota (voix) (1 épisode : « The New Bird »)
- 2019 : Drunk History (série télévisée) - Barbara Cooke (1 épisode : « Legacies »)
- 2019 : You're Not a Monster (série télévisée) - Sirène/diablotin (2 épisodes)
- 2019 : 76th Golden Globe Awards (émission spéciale) - auteure
- 2019 : A Black Lady Sketch Show (émission télévisée) - auteure (6 épisodes)
- 2020 : Escape from Virtual Island (comédie audio, série télévisée) - Faith (voix) (11 épisodes)
- 2020 : Village Gazette (téléfilm) - productrice exécutive, auteure, Amber
- 2020 : The Amber Ruffin Show - présentatrice

## Distinctions
- 2018 : Crain's New York Business, 40 Under 40[1]